# Majid Kessab
Majid Kessab (* 12. April 1993 in Zaxo, Autonome Region Kurdistan (Nord-Irak)) ist ein deutscher Tänzer, Choreograph, Unternehmer und Schauspieler kurdischer Abstammung. National bekannt wurde er durch seinen Sieg bei der Talentshow „Got To Dance“ des Senders ProSieben.

## Privatleben
Kessab kam als jüngstes von vier Kindern im nordirakischen Zaxo zur Welt. 1996 floh er mit seinen Eltern, beide kurdischer Abstammung, nach Deutschland. 1998 siedelte sich die Familie in Krefeld an, wo Kessab seine Tanzanfänge hatte.
2011 schloss er das Vera Beckers Kolleg in Krefeld mit dem Fachabitur in Sozialwesen ab. Nach dem Abschluss studierte er Elektrotechnik und später Architektur, ohne diese Studiengänge abzuschließen.

## Karriere
Bereits mit neun Jahren fing Kessab mit dem HipHop-Tanzen in einem Jugendzentrum an und nahm fünf Jahre später an seinem ersten Battle teil. 2008, also ein weiteres Jahr später, stand er zum ersten Mal im Finale der HipHop 1on1 Urban Champs und gehörte zu den Top 8 Funkin’ Stylez Teilnehmern. Mit 16 Jahren war er damals einer der Jüngsten in Deutschland.
Bis 2011 baute er seine Tänzerkarriere aus und hatte circa 30 Battles hinter sich. Im selben Jahr belegte er den 2. Platz beim Funkin’ Stylez, seinem ersten internationalen Turnier.
2012 absolvierte er sein erstes Battle in Asien, beim World Dance Colosseum in Tokyo, Japan. Bevor Kessab seine erste Weltmeisterschaft im Jahre 2014 antrat, bei der er sich mit seinem späteren langjährigen Teampartner Franky Dee anfreundete, und als bis dato jüngster Gewinner abreiste, choreografierte er einen Werbespot mit Lionel Messi und FC Barcelona für Qatar Airways.
Zeitgleich mit seinem Gewinn bei Got To Dance (ProSieben) gründete er 2014 eine eigene Tanzschule in Krefeld.
Neben einem doppelten Weltmeistertitel wurde Kessab 2020 zum Red Bull Athlete ernannt und als Sportler des Jahres beim About You Award 2021 nominiert.
Parallel zu vielen weiteren tänzerischen Errungenschaften arbeitete er an einer schauspielerischen Karriere. So besetzte er nicht nur mehrere Nebenrollen in deutschen Serienproduktionen und Musikvideos. 2019 bekam er eine der Hauptrollen im Film „Fly“ von Katja von Garnier, der 2021 in Kinos ausgespielt wurde.

## Filmografie
Filme
2021 Fly – Katja von Garnier,
TV
2014 Got to Dance
2016 Arab’s got Talent, NBC Libanon
2020 Crews & Gangs, Joyn
Musikvideos
2015: SSIO, Nillkommaneun

## Titel und Auszeichnungen
2012: SDK Europe, Prag – Gewinner
2012–2013: Circel Underground, Paris – Gewinner
2013: Dance @ Life Word Final, Taiwan – Gewinner
          HipHop International World Battles, Los Angeles – 2. Platz
2014: Weltmeisterschaft, Paris, mit Franky Dee – Gewinner Team
          Got to Dance, Gewinner
          World Dance Colosseum, Tokyo, mit Franky Dee – Gewinner Team
2015: Fusion Concept, Paris  – Gewinner
2016: Radical Force Jam, Singapur – Gewinner
          Funkin Stylez: World Battle – Gewinner Team mit Franky Dee, Gewinner Solo
2017: Weltmeisterschaft, Paris – Gewinner
          Red Bull BC One Hip Hop Battle, Amsterdam, mit Franky Dee – Gewinner Team
2019: Flavorama, Salzburg mit Franky Dee – Gewinner Team
2020: Red Bull Athlete
2021: About You Award, nominiert als bester Sportler des Jahres
Schauspielrolle im Kinofilm "FLY" von Katja von Garnier
2024 : Weltmeisterschaft im Duo "Juste Debout", mit Franky Dee - Gewinner (3. Weltmeister-Titel)
Weltmeisterschaft im Solo "Summer Dance Forever -Hip Hop Forever" - Gewinner